# 박용직
박용직(朴容直, 1911년 ~ ?)은 청년조선총동맹의 2대 회장이다.

## 박용직이 등장한 작품
- 《야인시대》(2002), 《일말의 순정》(2013) (배우: 홍륜의)